# Allegra Tinnefeld
Allegra Tinnefeld (* 10. September 2005 in Wien) ist eine österreichische Geigerin, Sängerin und Schauspielerin.

## Karriere

### Musikalische Anfänge
Tinnefeld ist die Tochter des Wiener Symphonikers Hans-Joachim Tinnefeld und der Volksschuldirektorin Natanya Tinnefeld. Mit 3 Jahren erhielt sie ihren ersten Geigenunterricht, mit der Schule begann sie vor ihrem 5. Geburtstag. Seit ihrem 5. Lebensjahr nimmt sie am österreichischen Jugend-Musikwettbewerb Prima la musica im Wiener Landeswettbewerb teil und gewann zwischen 2011 und 2015 jeweils einen 1. Preis mit Auszeichnung – sowohl als Solistin als auch in kammermusikalischen Formationen. Seit Frühling 2019 ist sie Studentin der Universität für Musik und darstellende Kunst Wien.
Allegra Tinnefeld tritt regelmäßig solistisch auf, sowohl mit Orchester wie dem Ambassade Orchester Wien, den Vienna Classical Players, den Wiener Symphonikern, den Moskauer Solisten unter Maestro Yuri Bashmet und den LGT Young Soloists, als auch mit ihrer Band (bestehend aus Mitgliedern der Wiener Symphoniker). In dieser Crossover-Formation spielte sie bereits in der Schweiz, in Deutschland und in ganz Österreich. Jeden Sommer singt und musiziert Tinnefeld beim „Tag der Wiener Symphoniker“ im Rahmen der Bregenzer Festspiele. 
Im Frühjahr 2016 war sie als Solistin bei Klassik an der Donau in der Straubinger Stadthalle zu Gast und spielte und sang, begleitet vom Ambassade Orchester Wien, vor 1500 Zuschauern. Im Sommer 2016 wurde Tinnefeld von der Internationalen Chopin-Gesellschaft eingeladen, beim Chopin-Festival in der Kartause Gaming aufzutreten. Dieser Auftritt führte zu weiteren Einladungen der Chopin-Gesellschaft, u. a. zur 70-Jahr-Feier der Österreichisch-Polnischen Gesellschaft im Festsaal der Universität Wien. Zu Weihnachten 2016 spielte Tinnefeld live mit Band im ORF für die Spendengala Licht ins Dunkel. Seit 2016 ist sie jedes Jahr bei Folke Tegetthoffs Storytelling Festival zu Gast.
2017 trat Allegra bei der RTL-Show Das Supertalent auf und kam mit einem „Golden Buzzer“ von Dieter Bohlen direkt ins Finale, wo sie schließlich vom Fernsehpublikum auf den zweiten Platz gewählt wurde.
2018 spielte sie auf Neujahrskonzerten in St. Anton und Oberpullendorf mit dem Ambassade Orchester Wien unter Rudolf Streicher. Bei den Münchner Filmtagen trat sie ebenfalls auf. Auftritte vor Mitgliedern der österreichischen Bundesregierung und internationalen Gästen bei #InvestInAustria im Schloss Schönbrunn folgten. Im Herbst sang und spielte sie mit ihrer Band ein abendfüllendes Konzert im Oberpullendorfer Rathaus, trat bei mehreren Benefiz-Galen auf – darunter LaughingHearts in Berlin. 
2019 folgten zwei Einladungen ins Wiener Konzerthaus: Zunächst spielte sie mit Aleksey Igudesman bei seiner Silvestergala im Großen Saal. Kurz darauf trat sie mit dem Geremus Trio bei der Veranstaltung Fridays@7 auf. Weiters spielte sie eine Konzertserie mit den Vienna Classical Players, wobei ihr Repertoire von Ella Fitzgerald-Songs über Westside Story bis zu Sarasates Zigeunerweisen reichte.
2021 nahm sie an der Neuauflage von Starmania als jüngste Teilnehmerin „aller Zeiten“ teil, kam mit zwei Startickets in die Finalshows und ist im Rahmen der Starmania Sommertour in mehreren österreichischen Städten aufgetreten.
Im Mai 2021 gab sie gemeinsam mit Aleksey Igudesman ein privates Online-Konzert und eröffnete mit ihrer Band bei einer Open Air Performance das Festival „Wir sind Wien“. Außerdem war sie im Juni Specialguest bei „Igudesman & Joo“ Show „STARS’N’FREEKS“ in der Tonhalle Düsseldorf. Im November gab Tinnefeld ein ganzes Konzert in Dubai als Sängerin mit den LGT Young Soloists.
Im März 2022 trat sie wieder mit Band bei Fridays@7 im Großen Saal des Wiener Konzerthauses auf, was sowohl beim Publikum als auch bei der Presse „Begeisterung und Staunen“ weckte.
Ein Höhepunkt war ihr Auftritt im Juni als Gastsolistin mit den Wiener Symphonikern beim „Praterpicknick 2022“, welcher live in ORF 2 und arte übertragen wurde.
Im Oktober 2022 eröffnete Tinnefeld den Forbes „WOMEN’S SUMMIT“ Live-Stream für Wien-Zürich-Berlin. Am 31. Dezember performte sie live bei Servus TV in der Sendung „Mein bester Song der Welt“.

### Film- und Fernsehrollen
Seit 2015 ist Allegra Tinnefeld auch als Schauspielerin tätig. Sie spielte die Hauptrolle der Geigenschülerin Lilia in der Arte/ARD-Fernsehproduktion Seit Du da bist neben Martina Gedeck, Katharina Schüttler, Robert Palfrader und Manuel Rubey, wofür sie positive Filmkritiken erhielt.
Anschließend spielte Tinnefeld in drei weiteren Fernsehproduktionen mit: Die Stille danach, SOKO Donau und Das Sacher unter Robert Dornhelm.
Im Sommer 2017 stand sie für die Neuverfilmung der 5 Freunde als Hauptrolle George vor der Kamera.
Anfang 2020 spielte sie die jugendliche Hauptrolle neben Sarah Drew (bekannt aus Grey’s Anatomy) in „Christmas in Vienna“ für den amerikanischen Hallmark Channel.

## Filmografie
- 2016: Seit Du da bist
- 2016: Die Stille danach
- 2016: Das Sacher
- 2017: Das Supertalent
- 2017: SOKO Donau/SOKO Wien – 3,2,1… Mord
- 2018: Fünf Freunde und das Tal der Dinosaurier
- 2019: Big Bounce – Die Trampolin Show (Prominenten-Special)
- 2019: SOKO Donau/SOKO Wien – Schuld
- 2019: Meiberger – Im Kopf des Täters
- 2020: Christmas in Vienna (Hallmark Movie)
- 2021: Starmania
- 2023: SOKO Linz – Schattenspiele (Fernsehserie)
- 2024: What a Feeling
- 2024: SOKO Donau/SOKO Wien – Schlussakkord (Fernsehserie)